# Laprugne

Laprugne este o comună în departamentul Allier din centrul Franței. În 1 ianuarie 2022 avea o populație de 310 de locuitori.